# Atletiek op de Olympische Zomerspelen 2016 – 400 meter vrouwen
De 400 meter vrouwen op de Olympische Zomerspelen 2016 in Rio de Janeiro vond plaats op 13 augustus (series), 14 augustus (halve finales) en 15 augustus 2016 (finale). Regerend olympisch kampioene was Sanya Richards-Ross uit de Verenigde Staten. Richards-Ross kon haar titel niet verdedigen omdat zij bij de trials in de VS zich door een blessure niet wist te plaatsen.

## Records
Voorafgaand aan het toernooi waren dit het wereldrecord en het olympisch record.
| Wereldrecord     | Marita Koch      | 47,60 | Canberra | 6 oktober 1985 |
| Olympisch record | Marie-José Pérec | 48,25 | Atlanta  | 29 juli 1996   |

## Uitslagen
De volgende afkortingen worden gebruikt:
- Q - Gekwalificeerd door eindplaats
- q - Gekwalificeerd door eindtijd
- SB - Beste tijd gelopen in seizoen voor atleet
- PB - Persoonlijk record atleet
- NR - Nationaal record van atleet
- OR - Olympisch record
- WR - Wereldrecord
- DQ - Gediskwalificeerd
- DNS - Niet gestart
- DNF - Niet gefinisht

### Series
Kwalificatieregels:
1. De twee snelsten van elke serie kwalificeerden zich direct voor de halve finales.
2. Van de overgebleven atleten kwalificeerden de acht snelsten zich ook voor de halve finales.

#### Serie 1
| Positie | Naam                    | Nationaliteit | Uitslag | Opmerking |
| ------- | ----------------------- | ------------- | ------- | --------- |
| 1       | Stephenie Ann McPherson | JAM           | 51,36   | Q         |
| 2       | Patience Okon George    | NGR           | 51,83   | Q         |
| 3       | Anneliese Rubie         | AUS           | 51,92   | q, SB     |
| 4       | Yuliya Olishevska       | UKR           | 52,45   |           |
| 5       | Djénébou Danté          | MLI           | 52,85   |           |
| 6       | Nirmala Sheoran         | IND           | 53,03   |           |
| 7       | Gunta Latiševa-Čudare   | LAT           | 53,08   | SB        |

#### Serie 2
| Positie | Naam               | Nationaliteit | Uitslag | Opmerking |
| ------- | ------------------ | ------------- | ------- | --------- |
| 1       | Allyson Felix      | USA           | 51,24   | Q         |
| 2       | Olha Zemlyak       | UKR           | 51,40   | Q         |
| 3       | Tamara Salaški     | SRB           | 52,70   |           |
| 4       | Tsholofelo Thipe   | RSA           | 52,80   |           |
| 5       | Iveta Putálová     | SVK           | 52,82   | SB        |
| 6       | Aauri Bokesa       | ESP           | 53,51   |           |
| 7       | Seren Bundy-Davies | GBR           | 53,63   |           |

#### Serie 3
| Positie | Naam                   | Nationaliteit | Uitslag | Opmerking |
| ------- | ---------------------- | ------------- | ------- | --------- |
| 1       | Phyllis Francis        | USA           | 50,58   | Q         |
| 2       | Kemi Adekoya           | BRN           | 50,72   | Q         |
| 3       | Margaret Bamgbose      | NGR           | 51,43   | q         |
| 4       | Patrycja Wyciszkiewicz | POL           | 52,02   | q, SB     |
| 5       | Alicia Brown           | CAN           | 52,27   |           |
| 6       | Jailma de Lima         | BRA           | 52,65   |           |
| 7       | Justine Palframan      | RSA           | 53,96   |           |

#### Serie 4
| Positie | Naam                     | Nationaliteit | Uitslag | Opmerking |
| ------- | ------------------------ | ------------- | ------- | --------- |
| 1       | Natasha Hastings         | USA           | 51,31   | Q         |
| 2       | Christine Ohuruogu       | GBR           | 51,40   | Q         |
| 3       | Maria Benedicta Chigbolu | ITA           | 52,06   |           |
| 4       | Lydia Jele               | BOT           | 52,24   |           |
| 5       | Olha Bibik               | UKR           | 52,33   |           |
| 6       | Kendra Clarke            | CAN           | 53,61   |           |
| 7       | Vijona Kryeziu           | KOS           | 54,30   |           |

#### Serie 5
| Positie | Naam             | Nationaliteit | Uitslag | Opmerking |
| ------- | ---------------- | ------------- | ------- | --------- |
| 1       | Shaunae Miller   | BAH           | 51,16   | Q         |
| 2       | Morgan Mitchell  | AUS           | 51,30   | Q         |
| 3       | Ruth Spelmeyer   | GER           | 51,43   | q, PB     |
| 4       | Emily Diamond    | GBR           | 51,76   | q         |
| 5       | Kanika Beckles   | GRN           | 52,41   | SB        |
| 6       | Bianca Răzor     | ROU           | 52,42   | SB        |
| 7       | Kineke Alexander | VIN           | 52,45   |           |

#### Serie 6
| Positie | Naam             | Nationaliteit | Uitslag | Opmerking |
| ------- | ---------------- | ------------- | ------- | --------- |
| 1       | Salwa Eid Naser  | BRN           | 51,06   | Q, PB     |
| 2       | Libania Grenot   | ITA           | 51,17   | Q         |
| 3       | Floria Gueï      | FRA           | 51,29   | q         |
| 4       | Cátia Azevedo    | POR           | 52,38   |           |
| 5       | Mariam Kromah    | LBR           | 52,79   |           |
| 6       | Nguyễn Thị Huyền | VIE           | 52,97   |           |
| 7       | Irini Vasiliou   | GRE           | 54,37   |           |
| 8       | Maryan Nuh Muse  | SOM           | 1:10,14 |           |

#### Serie 7
| Positie | Naam                   | Nationaliteit | Uitslag | Opmerking |
| ------- | ---------------------- | ------------- | ------- | --------- |
| 1       | Shericka Jackson       | JAM           | 51,73   | Q         |
| 2       | Kabange Mupopo         | ZAM           | 51,76   | Q         |
| 3       | Justyna Święty         | POL           | 51,82   | q         |
| 4       | Christine Botlogetswe  | BOT           | 52,37   |           |
| 5       | Omolara Omotosho       | NGR           | 53,22   |           |
| 6       | Elina Mikhina          | KAZ           | 53,83   |           |
| 7       | Dalal Mesfar Al-Harith | QAT           | 1.07,12 |           |

#### Serie 8
| Positie | Naam                     | Nationaliteit | Uitslag | Opmerking |
| ------- | ------------------------ | ------------- | ------- | --------- |
| 1       | Christine Day            | JAM           | 51,54   | Q         |
| 2       | Carline Muir             | CAN           | 51,57   | Q         |
| 3       | Małgorzata Hołub         | POL           | 51,80   | q         |
| 4       | Geisa Coutinho           | BRA           | 52,05   |           |
| 5       | Aliyah Abrams            | GUY           | 52,79   |           |
| 6       | Mariama Mamoudou Ittatou | NIG           | 54,32   |           |
| 7       | Anastassya Kudinova      | KAZ           | 56,03   |           |

### Halve finales
Kwalificatieregels:
1. De twee snelsten van elke halve finale kwalificeerden zich direct voor de finale.
2. Van de overgebleven atleten kwalificeerden de twee snelsten zich ook voor de finale.

#### Halve finale 1
| Positie | Baan | Naam                    | Nationaliteit | Reactietijd | Uitslag | Opmerking |
| ------- | ---- | ----------------------- | ------------- | ----------- | ------- | --------- |
| 1       | 6    | Phyllis Francis         | USA           | 0,189       | 50,31   | Q         |
| 2       | 5    | Stephenie Ann McPherson | JAM           | 0,158       | 50,69   | Q         |
| 3       | 4    | Olha Zemlyak            | UKR           | 0,189       | 50,75   | q, PB     |
| 4       | 3    | Kemi Adekoya            | BRN           | 0,161       | 50,88   |           |
| 5       | 7    | Christine Ohuruogu      | GBR           | 0,145       | 51,22   |           |
| 6       | 2    | Ruth Spelmeyer          | GER           | 0,155       | 51,61   |           |
| 7       | 8    | Margaret Bamgbose       | NGR           | 0,212       | 51,92   |           |
| 8       | 1    | Patrycja Wyciszkiewicz  | POL           | 0,174       | 52,51   |           |

#### Halve finale 2
| Positie | Baan | Naam             | Nationaliteit | Reactietijd | Uitslag | Opmerking |
| ------- | ---- | ---------------- | ------------- | ----------- | ------- | --------- |
| 1       | 6    | Shericka Jackson | JAM           | 0,184       | 49,83   | Q, PB     |
| 2       | 5    | Natasha Hastings | USA           | 0,188       | 49,90   | Q, SB     |
| 3       | 3    | Salwa Eid Naser  | BRN           | 0,139       | 50,88   | PB        |
| 4       | 8    | Floria Gueï      | FRA           | 0,178       | 51,08   |           |
| 5       | 7    | Carline Muir     | CAN           | 0,226       | 51,11   |           |
| 6       | 1    | Emily Diamond    | GBR           | 0,178       | 51,49   |           |
| 7       | 2    | Małgorzata Hołub | POL           | 0,136       | 51,93   |           |
| 8       | 4    | Morgan Mitchell  | AUS           | 0,136       | 52,68   |           |

#### Halve finale 3
| Positie | Baan | Naam                 | Nationaliteit | Reactietijd | Uitslag | Opmerking |
| ------- | ---- | -------------------- | ------------- | ----------- | ------- | --------- |
| 1       | 3    | Allyson Felix        | USA           | 0,174       | 49,67   | Q, SB     |
| 2       | 4    | Shaunae Miller       | BAH           | 0,167       | 49,91   | Q         |
| 3       | 6    | Libania Grenot       | ITA           | 0,156       | 50,60   | q         |
| 4       | 5    | Christine Day        | JAM           | 0,186       | 51,53   |           |
| 5       | 1    | Justyna Święty       | POL           | 0,171       | 51,62   |           |
| 6       | 2    | Anneliese Rubie      | AUS           | 0,172       | 51,96   |           |
| 7       | 8    | Kabange Mupopo       | ZAM           | 0,155       | 52,04   |           |
| 8       | 7    | Patience Okon George | NGR           | 0,161       | 52,52   |           |

### Finale
| Positie | Baan | Naam                    | Nationaliteit | Reactietijd | Uitslag | Opmerking |
| ------- | ---- | ----------------------- | ------------- | ----------- | ------- | --------- |
| Goud    | 7    | Shaunae Miller          | BAH           | 0,155       | 49,44   |           |
| Zilver  | 4    | Allyson Felix           | USA           | 0,177       | 49,51   |           |
| Brons   | 5    | Shericka Jackson        | JAM           | 0,176       | 49,85   |           |
| 4       | 6    | Natasha Hastings        | USA           | 0,161       | 50,34   |           |
| 5       | 3    | Phyllis Francis         | USA           | 0,219       | 50,41   |           |
| 6       | 8    | Stephenie Ann McPherson | JAM           | 0,133       | 50,97   |           |
| 7       | 1    | Olha Zemlyak            | UKR           | 0,183       | 51,24   |           |
| 8       | 2    | Libania Grenot          | ITA           | 0,149       | 51,25   |           |